# Lão Luận
Lão Luận phái, còn gọi là Lão Luận (Hán Tự:老論, Hangul: 노론, Romaja quốc ngữ: Noron) là một đảng phái chủ đạo trong một giai đoạn lịch sử của nhà Triều Tiên. Ngoài Lão Luận phái, ba đảng phái lớn mạnh khác trong triều đình đương thời là Nam Nhân, Bắc Nhân và Thiếu Luận. Lão Luận được sản sinh vào những năm cuối thế kỷ 17, bắt nguồn từ phái Tây Nhân vào hậu kỳ của nhà Triều Tiên. Lão Luận phái và Thiếu Luận phái luôn ở thế bài bác lẫn nhau trong các vấn đề chính trị, thế lực và quyền hành. Việc này được cho là nguyên nhân gây suy yếu chính quyền phong kiến.